# Dandelion
Dandelion è una canzone del gruppo musicale inglese The Rolling Stones, pubblicata nel 1967 dalla Decca Records, inizialmente come lato B del singolo We Love You, successivamente dalla London Records come lato A negli Stati Uniti.

## Il singolo
Scritta da Mick Jagger e Keith Richards, la canzone è apparentemente spensierata (con riferimenti al gioco inglese dei bambini di usare le sementi dei denti di leone come orologi), anche se con un tono sottomesso di malinconia; raggiunse il n° 14 negli Stati Uniti e lì diventò effettivamente il lato A (invece dello spigoloso We Love You che deluse al n° 50 delle classifiche statunitensi). Ciò che rispecchia in Dandelion compare in entrambe le versioni americane e britanniche di Through the Past, Darkly (Big Hits Vol.2) del 1969, mentre We Love You compare solo sulla versione britannica.
La prima versione demo di Dandelion fu registrata nel novembre 1966 e originariamente intitolata Sometimes Happy, Sometimes Blue, con testo differente, ed era cantato e suonato da Keith Richards. Nella versione pubblicata, Mick Jagger cantò come voce principale.
I Rolling Stones non hanno mai eseguito dal vivo Dandelion; tuttavia è stato incluso in numerose compilation, tra cui Through the Past, Darkly (Big Hits Vol.2), More Hot Rocks (Big Hits & Fazed Cookies), Singles Collection: The London Years e Rolled Gold: The Very Best of the Rolling Stones.
Il singolo originale aveva una coda in dissolvenza composta da una breve sezione di pianoforte dal lato A, We Love You; la coda non è presente nella maggior parte delle raccolte, che includono la canzone tagliata a 3:32, ma può essere ascoltata, ad esempio, su Singles Collection: The London Years.

## Tracce
Testi e musiche di Jagger, Richards.
7" (USA)
Lato A
1. Dandelion - 3:56

Lato B
1. We Love You - 4:39

## Formazione
- Mick Jagger - voce, cori, maracas[2]
- Keith Richards - chitarra acustica, cori
- Bill Wyman - basso
- Brian Jones - sassofono soprano
- Charlie Watts - batteria

### Altri musicisti
- Nicky Hopkins - clavicembalo, organo
- Paul McCartney - cori
- John Lennon - cori

## Classifiche
| Classifica (1967) | Posizione massima |
| ----------------- | ----------------- |
| Regno Unito       | 8                 |
| Stati Uniti       | 14                |